# بلدة جاور
جاور [ˈjavɔr] (بالألمانية: Jauer)‏ هي بلدة تقع في جنوب غرب بولندا ويبلغ عدد سكانها 22890 نسمة (2019). وهي تقع في محافظة سيليزيا السفلى (من 1975 إلى 1998 كانت في لجنكا فويفودشب السابقة). وهي مقر مقاطعة جاور، وتقع على بعد حوالي 61 كيلومتر (38 ميل) غرب العاصمة الإقليمية فروتسواف. يتدفق نهر راجنك نيسا في جميع أنحاء المدينة بطول 31 ميلاً (بي ال: نايسا سزلونا)
في المدينة يمكن العثور على كنيسة السلام البروتستانتية. أدرج كموقع للتراث العالمي لليونسكو في عام 2001. تقع قلعة الجور في الجور.

## تاريخ
يأتي اسم مدينة جاور من الكلمة البولندية لـ «الجميز». يرجع تاريخ أقدم اسم مسجل إلى عام 1133 عندما كتبت المدينة باسم الجور وفي عام 1203 باسم جوور. حتى القرن السادس عشر، كان الاسم مكتوبًا باللاتينية بأشكال مختلفة مثل: لافور، لافر، جافر، جافور، جور، جاورا جاوير، جاوور. استمر استخدام الشكل البولندي جاور، على سبيل المثال في الرسم من عام 1562 الموجود في كنيسة القديس مارتن. سجل نموذج لاوور الآخر في مستند من عام 1248 وفي مستند من عام 1277 استعمل اسم لافر. في عام 1295 في العمل اللاتيني، أشير إلى مدينة لبر فوديشن أبسكوبيتوس فراتسلافينسس بر فوديشن أبسكوبيتوس فراتسلافينسس باسم جاور. في عام 1475 ستاتوتا سينوداليا اللاتينية إبسكوبورم وراتسلافينزم ، والتي تحتوي أيضًا على أقدم طباعة باللغة البولندية، مثل جاورنسس.
الاسم الألماني جاوير هو نسخة ألمانية من الاسم السلافي الأصلي، وبحلول عام 1750 كان الاسم البولندي جاور لا يزال يستخدم في اللغة البولندية من قبل السلطات البروسية. أصبح الاسم الألماني رسميًا بعد عام 1763 والحرب البروسية النمساوية.

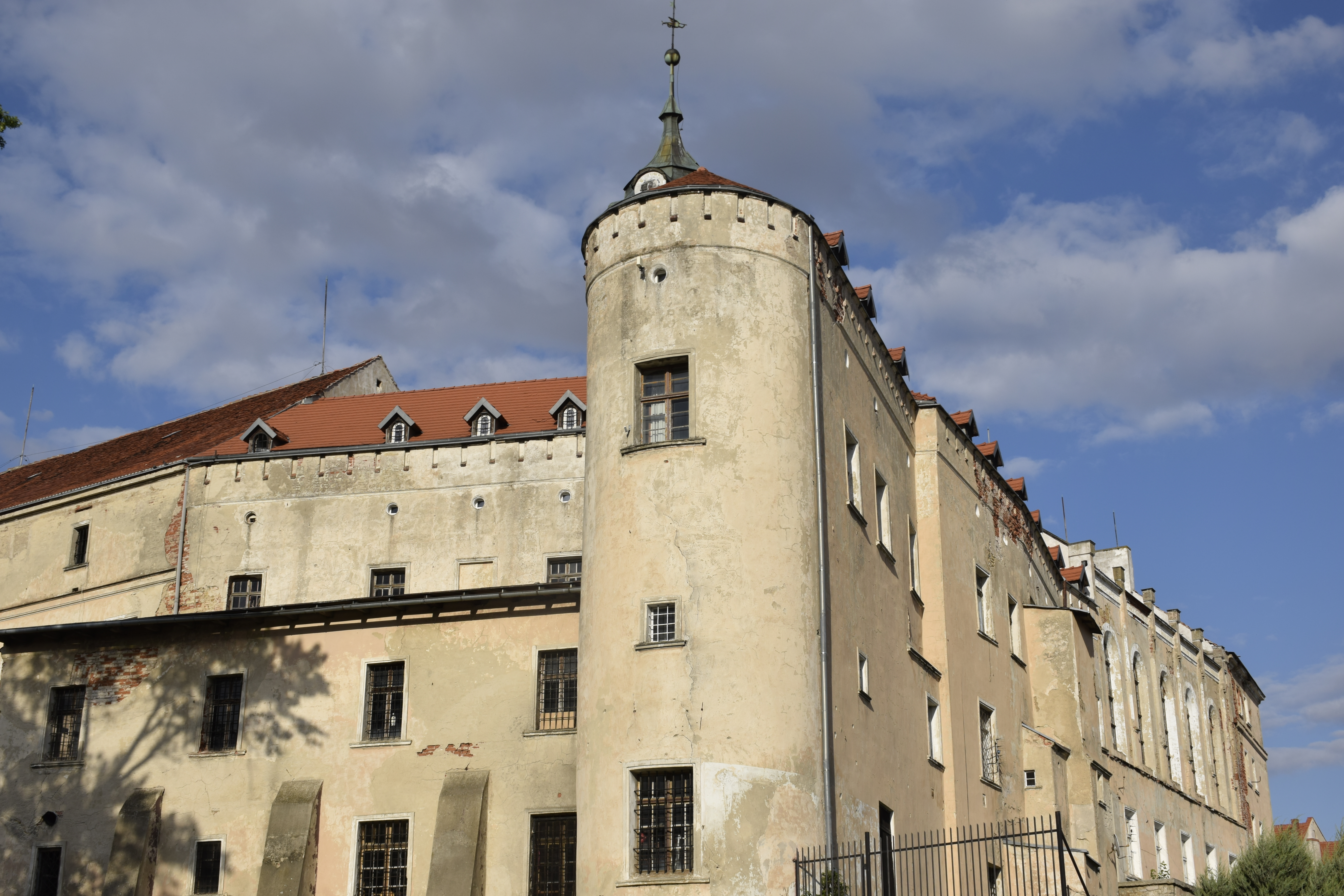
قلعة بياست، المقر السابق لدوقات بياست المحليين

كانت جاور المعقل الرئيسي لقبيلة ترزبوياني، إحدى القبائل البولندية، وأصبحت جزءًا من الدولة البولندية الناشئة في القرن العاشر. وفقًا لسجلات العصور الوسطى، تم توسيع المستوطنة في القرن الحادي عشر. منحت حقوق المدينة بين عامي 1242 و 1275. ونتيجة لل تجزئة من بولندا، وأصبحت جافور جزءا من دوقية سيليزيا، ثم دوقية ليجنيكا من 1248، ومن 1274 كانت عاصمة ل دوقية جافور، الدوقية ساوثويسترنموست من القرون الوسطى بولندا، قبل دمجها مع دوقية سودنكا في عام 1346، وبقي جزء منها حتى عام 1392، كل الوقت المتبقي تحت حكم سلالة بياست. بحلول نهاية القرن الثالث عشر، أقيمت جدران حجرية دفاعية. بين عامي 1279 و 1334 بنيت كنيسة القديس مارتن وفي عام 1311 جددت كنيسة القديسة باربرا. تعتبر كنائس سانت مارتن والقديسة باربرا أقدم كنائس جور. في عام 1324 أسست أول مستشفى. تعود أول صورة معروفة لشعار النبالة لجور المحفوظة على ختم المدينة إلى عام 1300. نمت جاور لتصبح واحدة من أهم مراكز النسيج في سيليزيا السفلى. في عام 1329 منحت جاور حقًا أساسيًا من قبل الدوق هنري الأول من جاور. في القرن الرابع عشر، تأسست النقابات الأولى التي جمعت بين صانعي الفراء والخياطين والملابس والتجار.
بعد خسارة المدينة من قبل بولندا، حكمتها بوهيميا والمجر وبوهيميا مرة أخرى والنمسا. عانت المدينة خلال حرب الثلاثين عامًا (1618-1648) نتيجة للغزوات المتكررة والاحتلال والاضطهاد الديني والأوبئة. في عام 1626، نهبها النمساويون، وفي عام 1633 احتلتها ساكسونيا لفترة وجيزة واستعادتها النمسا، في عام 1639 احتلها السويديون وفي عام 1640 استعادتها النمسا، وفي عام 1642 احتلها السويديون، ثم النمساويون ثم السويديون، أخيرًا في عام 1648 أستولى عليها النمساويين الذين نهبوا المدينة وأحرقوها وطردوا سكانها. بعد الحرب، وفقًا لسلام وستفاليا، بنيت بكنيسة السلام، ومع ذلك، كان البروتستانت لا يزالون يتعرضون للتمييز من قبل الإدارة النمساوية.

منظر من أوائل القرن العشرين للجزء الشمالي من المدينة

في القرن الثامن عشر، كانت المدينة والمنطقة موضوع الحروب النمساوية البروسية، وانتقلت في النهاية إلى بروسيا عام 1763. حوّل البروسيون قلعة بياست إلى سجن. في عام 1776 تعرضت المدينة لحريق. في 14 مايو 1807، أثناء الحروب النابليونية ونضالات التحرر الوطني البولندي، سارت القوات البولندية عبر المدينة، في اليوم السابق لخوض معركة ستروجا المنتصرة ضد البروسيين الأكثر عددًا. في عام 1871، أصبحت المدينة مع بروسيا جزءًا من ألمانيا، وظلت داخلها حتى عام 1945. خلال الحرب العالمية الثانية، قام الألمان بسجن النساء الفرنسيات والنرويجيات في القلعة، المشاركات في حركات المقاومة المناهضة لألمانيا. في المراحل الأخيرة من الحرب، في أوائل عام 1945، أجلي معظم سكان المدينة من قبل الألمان. استولى عليها السوفييت في فبراير ومرت إلى بولندا في أبريل. بعد الحرب، أصبحت المنطقة رسميًا جزءًا من بولندا مرة أخرى وفقًا لاتفاقية بوتسدام. ووفقًا للاتفاقية أيضًا، تم طرد الألمان الذين لم يفروا بالفعل وأصبح المواطنون البولنديون، الذين طرد العديد منهم من المناطق البولندية التي ضمها الاتحاد السوفيتي، الأغلبية.

## مشاهير
- نيكولاس ماجني (1355-1435)، عالم لاهوت
- كريستوف رودولف (1499-1545)، مؤلف أول كتاب مدرسي ألماني عن الجبر
- هاينريش جوتفريد فون ماتوشكا (1734-1779)، عالم نبات ألماني
- جيرهارد بيرسو (1889–1964)، عالم آثار ألماني
- ماكس أوتو كويشفيتز (1902-1944)، دعاية نازية
- هاينز فينك (1920-1996)، ضابط ألماني
- فيلهلم إبشتاين (1836-1912)، طبيب وصف اضطراب القلب شذوذ إبشتاين [13]
- يانوش كراسو (مواليد 1956)، سياسي بولندي
- الزبتا وتك (مواليد 1957)، سياسي بولندي، مارشال Sejm (منذ 2019)
- الكسندر لوكا (مواليد 1995)، لاعب كرة طائرة بولندي

## المدن التوأم - المدن الشقيقة
Jawor توأمة مع: 
- بيردوشيف, Ukraine
- Niepołomice, Poland
- نيزكي, Germany
- روزيتو ديلي أبروتسي, Italy
- Turnov, Czech Republic

## مشاهد
- كنيسة السلام، أحد مواقع التراث العالمي لليونسكو والنصب التاريخي لبولندا
- قلعة جاور، المقر السابق لدوقات بياست المحليين
- القوطية - كنيسة النهضة سانت مارتن
- المتحف الإقليمي (موزيوم ريجيونالين) الموجود في دير برناردين السابق
- مبنى البلدية
- أسوار المدينة من القرون الوسطى
- برج سترزيغومسكا
- المسرح البلدي (تيتر مجسكي)
- كنيسة القديس أدالبرت
- كنيسة القديسة باربرا
- دير وكنيسة بيجوين السابقة

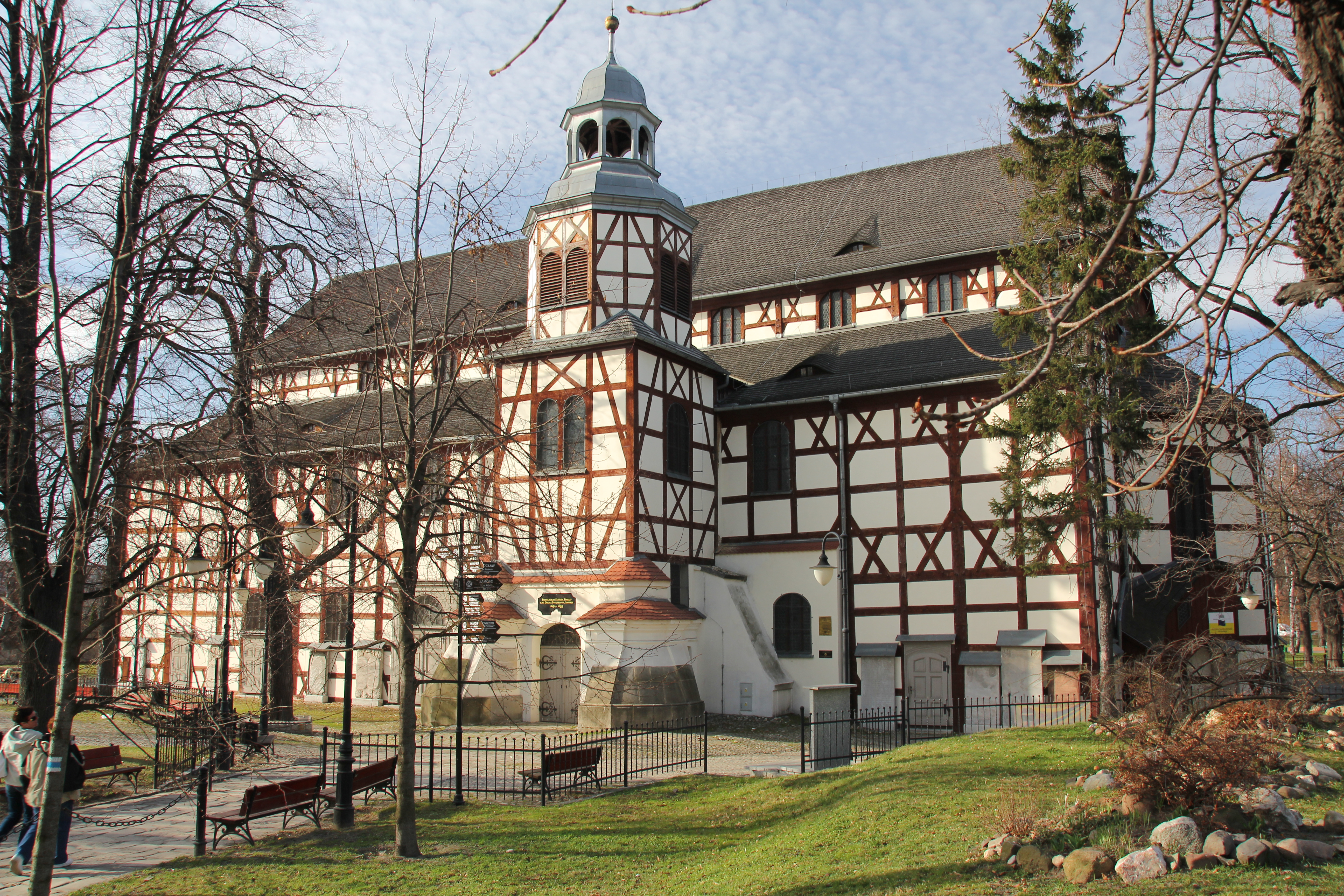
كنيسة السلام
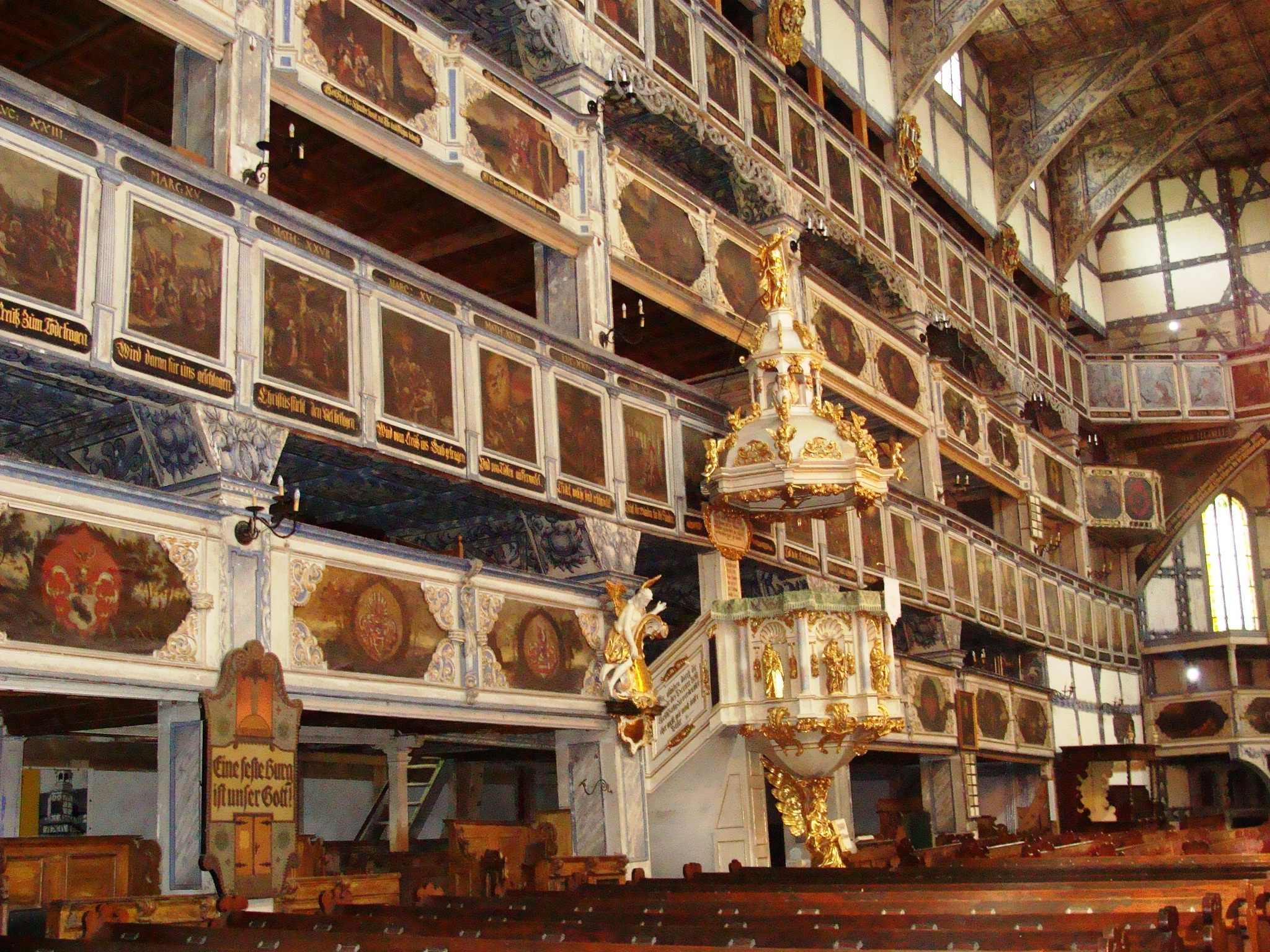
كنيسة السلام الداخلية
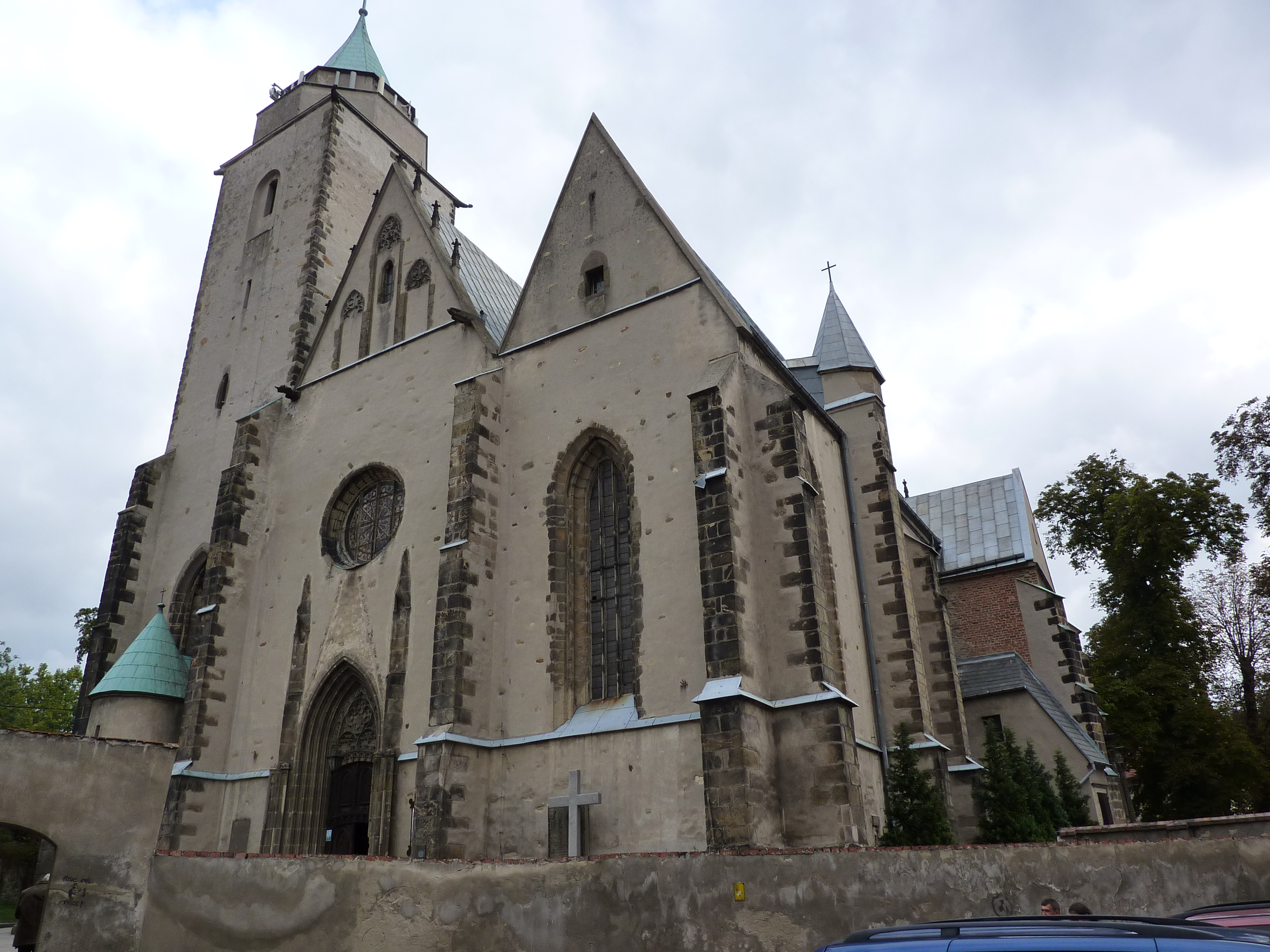
كنيسة القديس مارتن
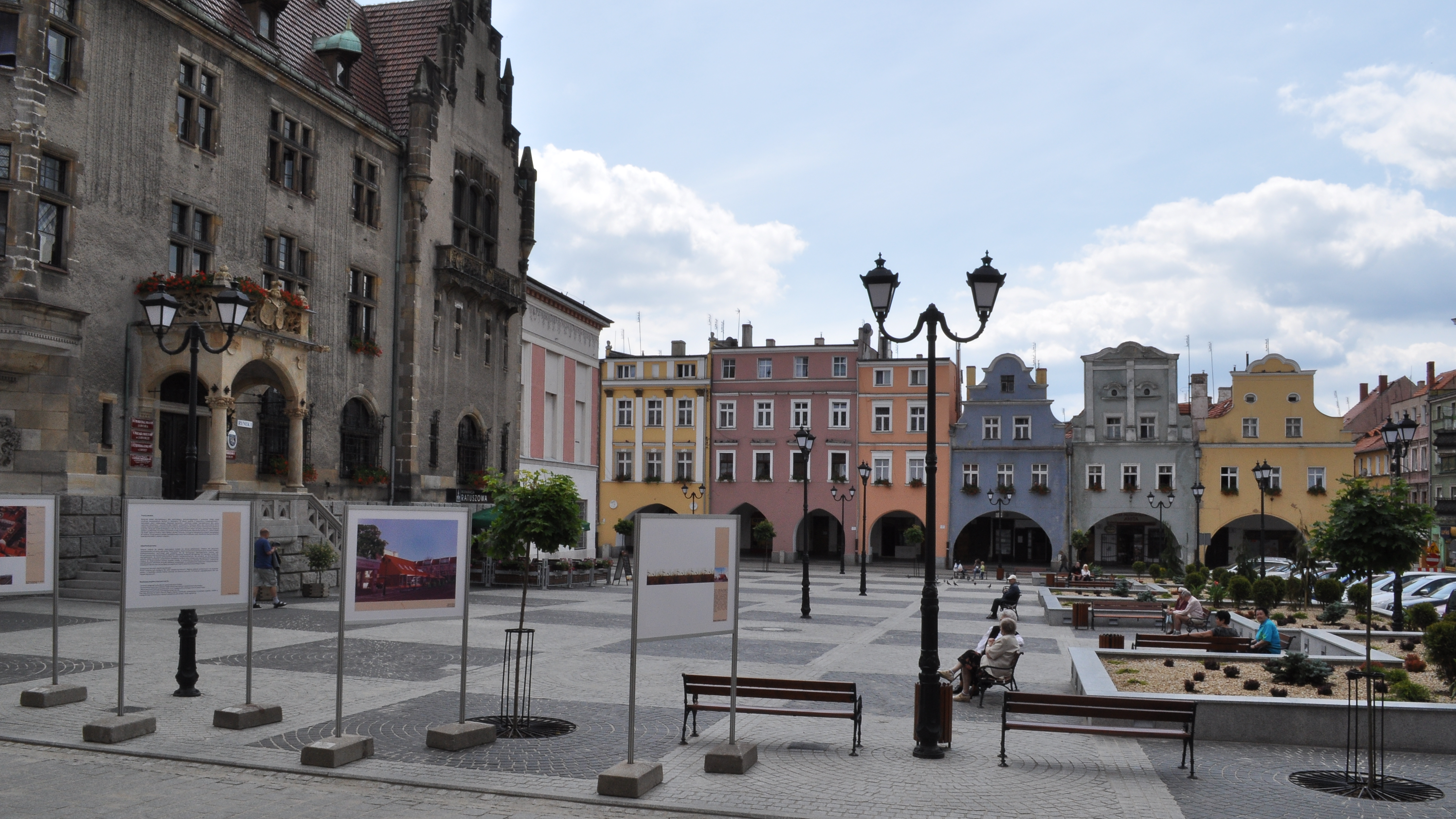
ساحة السوق ( رينيك )
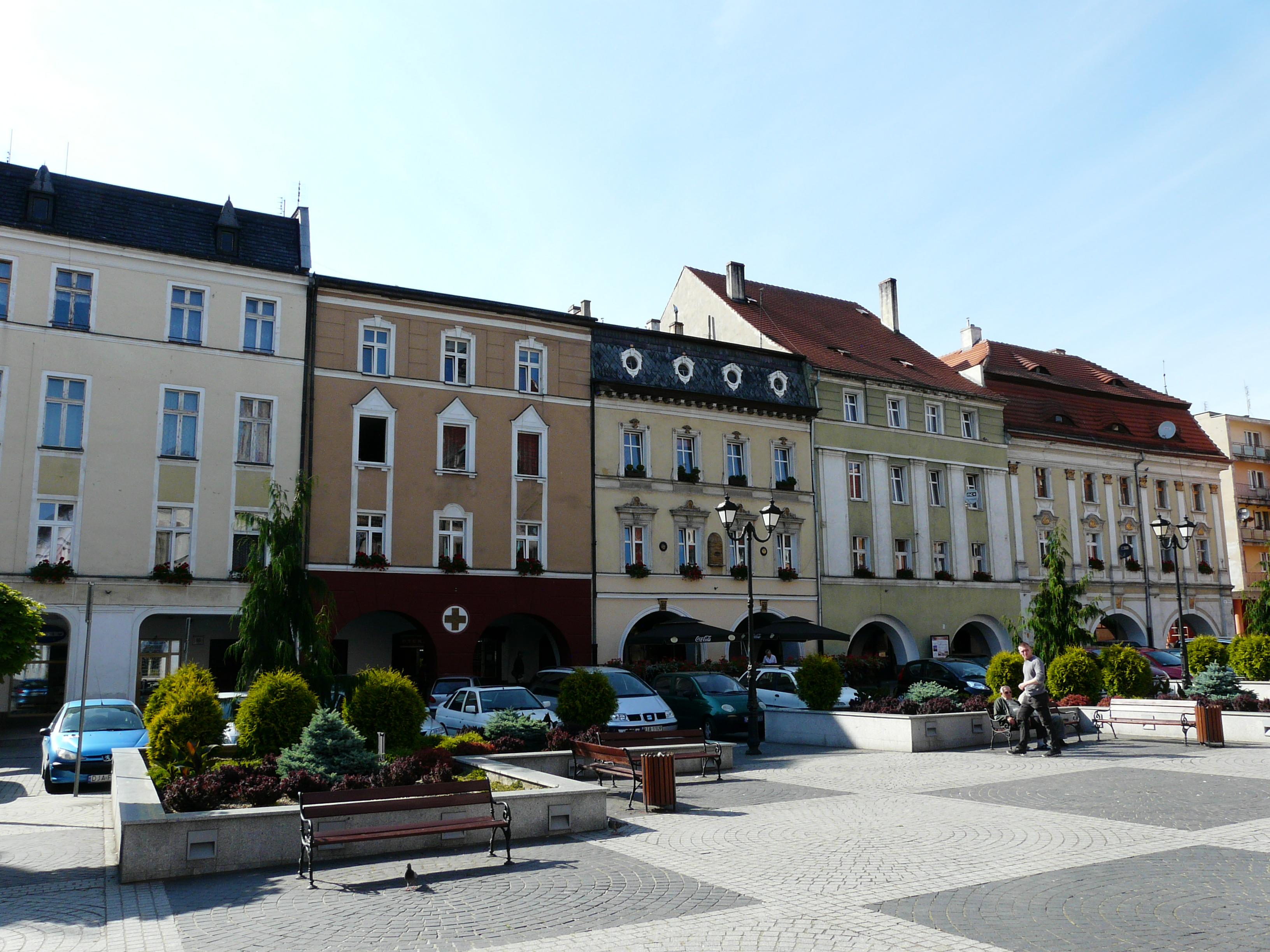
تاون هاوس قديمة في ساحة السوق
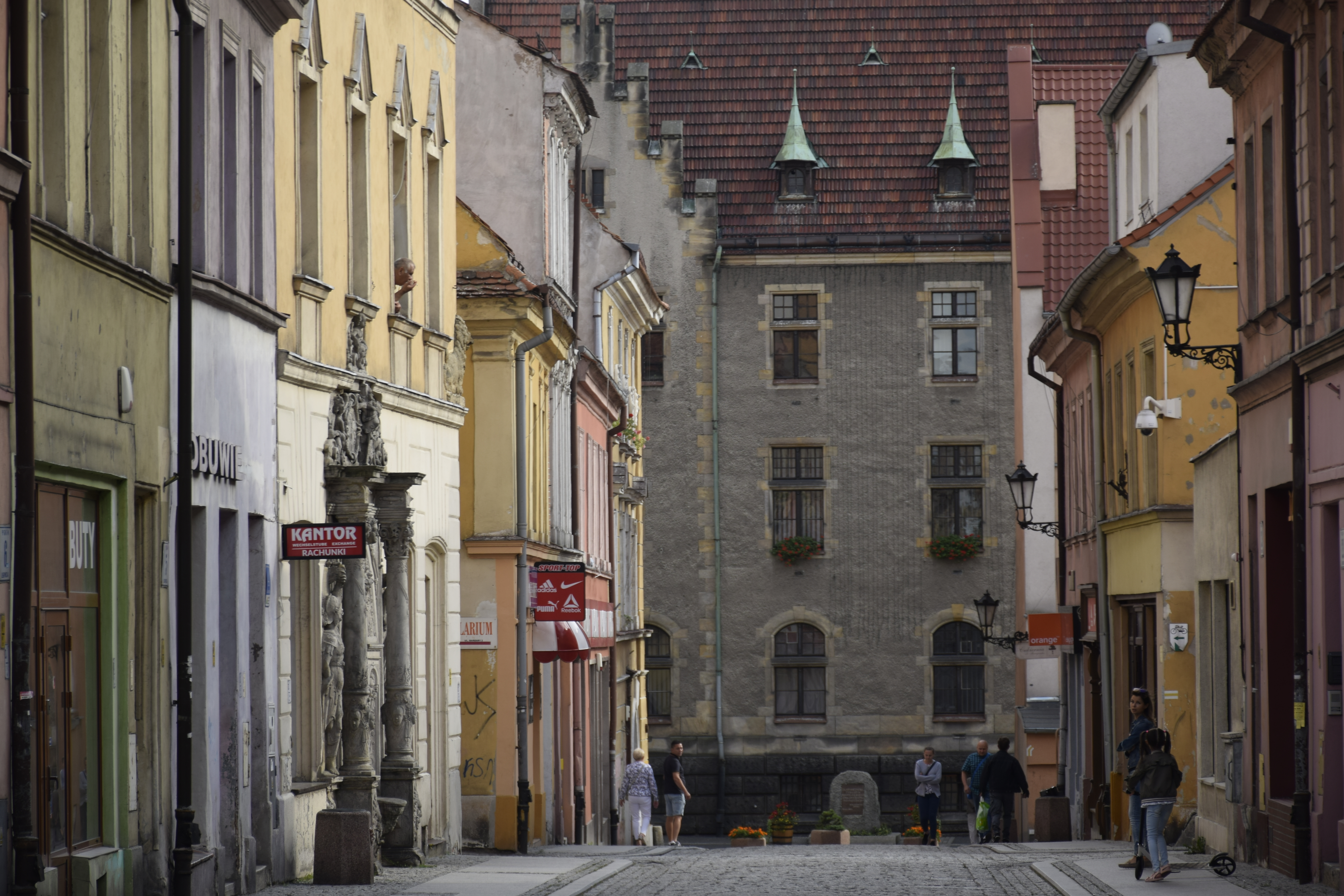
شارع ليجنيكا في البلدة القديمة
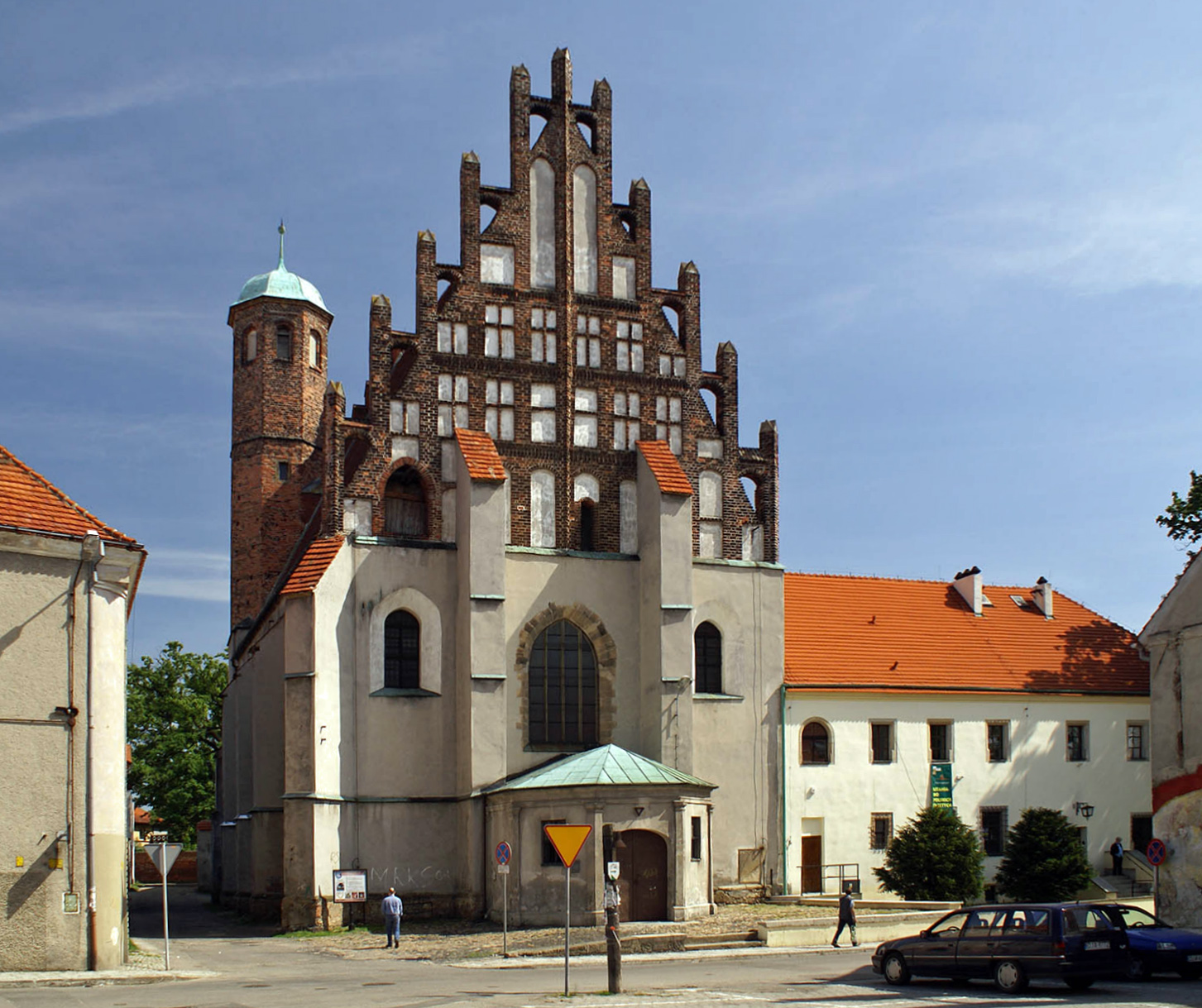
دير برناردين السابق
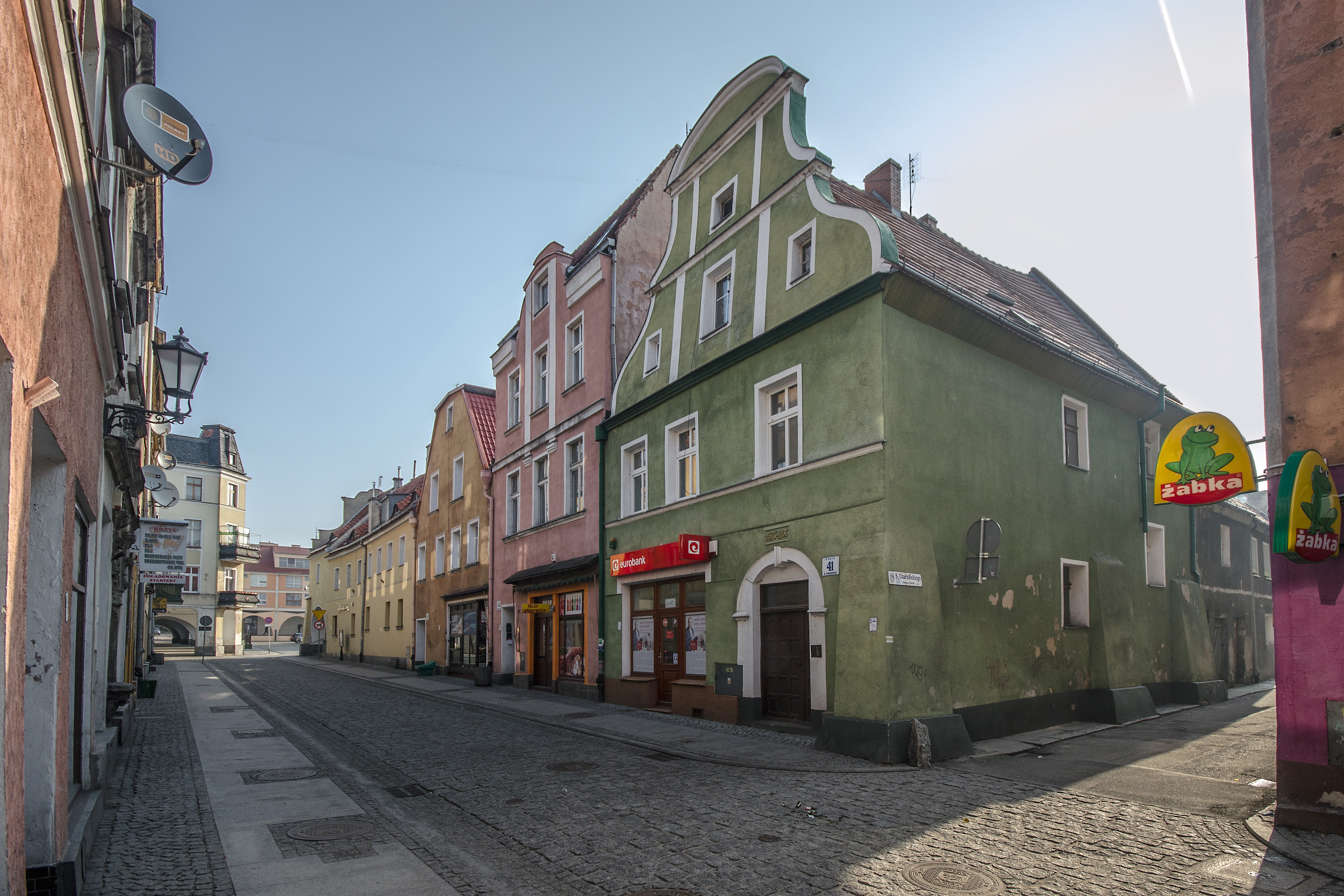
شارع شروبري في البلدة القديمة

## روابط خارجية
- موقع رسمي
- الأعلام المحلية
- الجالية اليهودية في جوور على Virtual Shtetl
- كنيسة السلام بجور - معرض للصور